# Colors (album của Beck)
Colors là album phòng thu thứ 13 trong sự nghiệp của nam nhạc sĩ người Mỹ Beck, phát hành vào ngày 13 tháng 10 năm 2017 bởi Capitol Records. Album được ghi âm trong khoảng thời gian từ năm 2013 đến năm 2017 và do Beck và Greg Kurstin đồng sản xuất. Đĩa đơn đầu tiên từ album, "Dreams", được phát hành vào tháng 6 năm 2015, trong khi ba đĩa đơn sau đó ("Wow", "Dear Life" tại Ý và "Up All Night" tại Hoa Kỳ) được phát hành từ tháng 6 năm 2016 đến tháng 9 năm 2017. Bài hát chủ đề cũng được phát hành thành đĩa đơn vào tháng 4 năm 2018. Ca khúc cũng được đưa vào nhạc nền của các trò chơi video Forza Horizon 4 và MLB The Show 18 năm 2018. Album chiến thắng ở hai hạng mục Album nhạc alternative xuất sắc nhất và Album nhạc đại chúng được sản xuất tốt nhất tại lễ trao giải Grammy lần thứ 61.

## Bối cảnh và ghi âm
Colors được ghi âm tại phòng thu ở Los Angeles của Greg Kurstin, trong đó Beck và Kurstin gần như đã tự đảm nhiệm việc chơi hầu hết các nhạc cụ trong khoảng giữa hai năm 2013 và năm 2017. Beck mô tả quá trình ghi âm trên ấn phẩm âm nhạc NME rằng: "trong năm đầu tiên, chúng tôi đã thử nghiệm và rất nhiều lần thử và lỗi đã xảy ra. Tôi đang lưu diễn liên tục vào thời điểm đó, nên tôi đã cố gắng mang một chút năng lượng đó trở lại phòng thu, một việc vốn không phải lúc nào cũng thực hiện được một cách dễ dàng. ‘Dreams’ là một trong số những ca khúc đầu tiên được ghi âm và khiến tôi nghĩ rằng chúng tôi sẽ còn hứng thú với những ý tưởng trong một thời gian dài nữa."

## Phát hành
Ngày 28 tháng 7 năm 2017, Beck tiết lộ tựa đề của album mới bằng cách đăng tải một hình ảnh về "Những mẹo cho nghệ sĩ muốn bán sản phẩm" của John Baldessari trên tài khoản Instagram của mình. Bài đăng này được đăng tải sau khi tựa đề và ngày phát hành tình cờ bị lộ do một trang đặt hàng trước của một nhà bán lẻ trực tuyến bị chuyển sang trạng thái công khai. Ngày 11 tháng 8 năm 2017, Beck chính thức thông báo rằng album sẽ có tựa đề là Colors và sẽ được phát hành vào tháng 10 năm 2017. Video âm nhạc cho "Up All Night" ra mắt vào ngày 9 tháng 8 năm 2017 tại Hollywood's Arclight Cinemas trong một cuộc hội thảo kéo dài cả ngày của Capitol Records, nơi mà ca khúc được thông báo là sẽ được phát hành rộng rãi trong tương lai gần và sẽ trở thành đĩa đơn chính thức thứ 3 từ Colors. Trước đó, "Up All Night" từng xuất hiện trong trò chơi video FIFA 17 và được sử dụng trong quảng cáo cho đồng hồ thông minh của Fossil.

## Chủ đề và ảnh hưởng
Q mô tả ca khúc "Seventh Heaven" là "một giai điệu pop kinh điển đã biến mất của thập niên 80" và ca khúc "Dear Life" là "có lời bài hát như sự hòa trộn của chất gây ảo giác lộng lẫy như Beatles hòa trộn và sự khẩn cầu giúp đỡ mang màu sắc của chủ nghĩa hiện sinh." Beck nói với Q rằng "Dear Life chỉ là về cảnh hỗn loạn không thể tránh khỏi của sự tồn tại. Nó cũng giống như, ai đó có thể là cứu tinh cho tôi ở đây không?" The New York Times tiết lộ trước rằng "No Distraction" có "một phần ghi-ta quạt chả trên một nền nhạc rock táo bạo, và một phần chuyển hợp âm được sao chép phần nào từ the Police" và rằng "Dear Life" là "một tiếng khóc hiện sinh hậu Beatles, với phần nhân hết sức kì cục dưới lớp vỏ retro." Beck nói về "No Distraction" với Q rằng, "Bất cứ ai có cuộc sống gắn chặt với điện thoại hoặc máy tính vẫn đang sống với sự xao lãng, bằng cách này hay cách khác. Chúng ta vẫn chưa biết cách thâm nhập vào bên trong tất cả mọi người và mọi thứ, và chưa biết điều đó sẽ ảnh hưởng chúng ta về mặt thể chất lẫn sinh học như thế nào. Hoặc ít nhất thì tôi chưa làm được. Sự tương tự giữa tôi và những người bạn của mình là một điều mà tôi cảm thấy cứ như thể ai đó đã phá hủy vĩnh viễn cái cửa trước của nhà mình vậy."
Trong một cuộc phỏng vấn với NME, Beck nói rằng "phần còn lại của is hẳn là những gì tồn tại giữa hai đầu, một đầu là 'Dreams' và đầu còn lại là 'Wow'." Trong một cuộc phỏng vấn khác với Rolling Stone, anh bình luận sâu hơn, cho biết "đây là những bài hát phức tạp, tất cả chúng đều cố gắng đạt được hai hoặc ba mục đích cùng một lúc. Đây không phải là hoài cổ mà cũng chẳng phải hiện đại. Làm cho mọi thứ hòa hợp với nhau để chúng không trở thành một mớ lộn xộn là cả một nhiệm vụ khó khăn và phức tạp."

## Các đĩa đơn
"Dreams" được phát hành thành đĩa đơn mở đường cho một album sắp phát hành vào ngày 15 tháng 6 năm 2015, album này sau đó được thông báo có tựa đề là Colors. Bài hát có nhịp điệu nhanh này được truyền cảm hứng từ MGMT và đánh dấu một sự đối lập với tâm trạng u tối ảm đạm trong album trước đó của Beck, Morning Phase. Beck nói vào thời điểm đó, "tôi đã thật sự cố gắng để tạo ra thứ gì đó tốt để biểu diễn trực tiếp." Bài hát được phát nhiều trên Beats 1, trạm phát thanh quan trọng nhất của Apple Music, với 65 lượt phát vào tháng 7 năm 2015. "Dreams" nằm trong danh sách những bài hát hay nhất của năm 2015 trong danh sách thường niên cuối năm của Rolling Stone và Billboard. Phiên bản phối lại của đĩa đơn không được đưa vào các bản phát hành vật lý của album. Một bản phối mới được sử dụng làm bài hát thứ 6 trong album. "Dreams" đạt đến vị trí á quân trên bảng xếp hạng Alternative Songs của Billboard.
"Wow" (đôi khi được viết cách điệu là "WOW") được phát hành thành đĩa đơn thứ hai từ album vào ngày 2 tháng 6 năm 2016, và album được xác nhận đã lên lịch phát hành vào ngày 21 tháng 10 năm 2016. Ngày phát hành sau đó được lùi lại và biến mất khỏi trang quảng bá của Beck mà không có giải thích kèm theo. Beck nói với KROQ rằng "Wow" "đến mà hoàn toàn không dự tính trước. Tôi không viết chút nào của nó. Chúng tôi chỉ đang làm vài việc ngớ ngẩn trong phòng thu. Tôi thậm chí còn không có ý định phát hành nó. Tôi đang làm việc với một bài hát khác và đoạn luyến láy nảy lên, và rồi tôi bắt đầu phóng tác." "Wow" nằm trong danh sách "100 bài hát pop hay nhất năm 2016" của Billboard.
"Dear Life" được phát hành như một lời chúc mừng nhanh từ Colors vào ngày 24 tháng 8 năm 2017 để trùng với ngày mở đặt trước album. Bài hát được sự ủng hộ từ các đài phát thanh triple-A tại Hoa Kỳ và được gửi đến top 40 đài phát thanh tại Ý vào ngày 8 tháng 9 năm 2017, trở thành đĩa đơn quốc tế thứ ba từ album.
"Up All Night" được phát hành thành đĩa đơn thứ ba tại Hoa Kỳ trên các đài phát thanh triple-A vào ngày 18 tháng 9 năm 2017.
Ca khúc sau đó được gửi tới các đài phát thanh alternative vào ngày 19 tháng 9 năm 2017. "Up All Night" đạt vị trí quán quân trên bảng xếp hạng Billboard Alternative Songs, trở thành ca khúc quán quân thứ ba trên tổng số của Beck và là ca khúc quán quân đầu tiên từ sau "E-Pro" (2005) trên bảng xếp hạng này.
"Colors" được gửi đến các đài phát thanh alternative vào ngày 10 tháng 4 năm 2018, trở thành đĩa đơn thứ tư từ album tại Hoa Kỳ. Một video cho bài hát được phát hành độc quyền trên Apple Music vào ngày 29 tháng 3 năm 2018, với sự tham gia của khách mời Alison Brie và được đạo diễn bởi Edgar Wright.

## Tiếp nhận phê bình
| Đánh giá chuyên môn  | Đánh giá chuyên môn |
| Điểm trung bình      | Điểm trung bình     |
| Nguồn                | Đánh giá            |
| -------------------- | ------------------- |
| AnyDecentMusic?      | 6,3/10              |
| Metacritic           | 72/100              |
| Nguồn đánh giá       |                     |
| Nguồn                | Đánh giá            |
| AllMusic             | [ 6 ]               |
| The A.V. Club        | B                   |
| Entertainment Weekly | B+                  |
| Mojo                 | [ 37 ]              |
| NME                  | [ 38 ]              |
| Pitchfork            | 6,3/10              |
| Q                    | [ 40 ]              |
| Rolling Stone        | [ 41 ]              |
| Slant Magazine       | [ 42 ]              |
| Uncut                | [ 43 ]              |

Nhìn chung, Colors nhận được những đánh giá tích cực từ các nhà phê bình âm nhạc. Trên Metacritic, một trang đưa ra số điểm chuẩn trên thang 100 dựa trên các bài đánh giá của các xuất bản phẩm phổ biến, album nhận được điểm trung bình là 72 dựa trên 34 bài đánh giá, tương ứng với nhận xét "các đánh giá nhìn chung là tích cực."

### Danh hiệu và giải thưởng
| Tổ chức     | Năm  | Hạng mục                                           | Kết quả   |
| ----------- | ---- | -------------------------------------------------- | --------- |
| Giải Grammy | 2019 | Album nhạc alternative xuất sắc nhất               | Đoạt giải |
| Giải Grammy | 2019 | Album nhạc đại chúng được sản xuất tốt nhất        | Đoạt giải |
| Giải Grammy | 2019 | Trình diễn đơn ca pop xuất sắc nhất (cho "Colors") | Đề cử     |

| Xuất bản phẩm | Danh hiệu              | Năm  | Vị trí | Ng.    |
| ------------- | ---------------------- | ---- | ------ | ------ |
| NME           | Album của năm theo NME | 2017 | 30     | [ 45 ] |

## Diễn biến thương mại
Colors khởi đầu ở vị trí thứ 3 trên bảng xếp hạng Billboard 200 với 46.000 đơn vị album quy đổi, trong đó 41.000 đơn vị là album truyền thống. Đây là album thứ sáu của Beck lọt vào top 10 tại Hoa Kỳ.

## Danh sách bài hát
Danh sách được lấy từ iTunes.
| STT | Nhan đề                              | Sáng tác                    | Sản xuất       | Thời lượng |
| --- | ------------------------------------ | --------------------------- | -------------- | ---------- |
| 1.  | "Colors"                             | Beck Hansen Greg Kurstin    | Kurstin Hansen | 4:21       |
| 2.  | "Seventh Heaven"                     | Hansen Kurstin              | Kurstin Hansen | 5:00       |
| 3.  | "I'm So Free"                        | Hansen Kurstin              | Kurstin Hansen | 4:07       |
| 4.  | "Dear Life"                          | Hansen Kurstin              | Kurstin Hansen | 3:44       |
| 5.  | "No Distraction"                     | Hansen Kurstin              | Kurstin Hansen | 4:32       |
| 6.  | "Dreams" (bản phối lại trong Colors) | Hansen Kurstin Andrew Wyatt | Kurstin Hansen | 4:57       |
| 7.  | "Wow"                                | Hansen Cole M.G.N.          | Hansen M.G.N.  | 3:40       |
| 8.  | "Up All Night"                       | Hansen Kurstin              | Kurstin Hansen | 3:10       |
| 9.  | "Square One"                         | Hansen Kurstin              | Kurstin Hansen | 2:55       |
| 10. | "Fix Me"                             | Hansen                      | Hansen         | 3:13       |

| Bài hát thêm cho phiên bản tải kỹ thuật số và streaming | Bài hát thêm cho phiên bản tải kỹ thuật số và streaming | Bài hát thêm cho phiên bản tải kỹ thuật số và streaming | Bài hát thêm cho phiên bản tải kỹ thuật số và streaming | Bài hát thêm cho phiên bản tải kỹ thuật số và streaming |
| STT                                                     | Nhan đề                                                 | Sáng tác                                                | Sản xuất                                                | Thời lượng                                              |
| ------------------------------------------------------- | ------------------------------------------------------- | ------------------------------------------------------- | ------------------------------------------------------- | ------------------------------------------------------- |
| 11.                                                     | "Dreams" (phiên bản đĩa đơn)                            | Hansen Kurstin Wyatt                                    | Kurstin Hansen                                          | 5:14                                                    |

## Xếp hạng

### Xếp hạng tuần
| Bảng xếp hạng (2017)                     | Vị trí cao nhất |
| ---------------------------------------- | --------------- |
| Album Úc (ARIA)                          | 14              |
| Album Áo (Ö3 Austria)                    | 25              |
| Album Bỉ (Ultratop Vlaanderen)           | 13              |
| Album Bỉ (Ultratop Wallonie)             | 32              |
| Album Canada (Billboard)                 | 4               |
| Album Cộng hòa Séc (ČNS IFPI)            | 20              |
| Album Hà Lan (Album Top 100)             | 14              |
| Album Pháp (SNEP)                        | 56              |
| Album Đức (Offizielle Top 100)           | 32              |
| Album Ireland (IRMA)                     | 6               |
| Ý (FIMI)                                 | 36              |
| Nhật Bản Hot Albums (Billboard)          | 12              |
| Album Nhật Bản (Oricon)                  | 13              |
| New Zealand (RMNZ)                       | 8               |
| Album Na Uy (VG-lista)                   | 24              |
| Album Scotland (OCC)                     | 4               |
| Tây Ban Nha (PROMUSICAE)                 | 32              |
| Album Thụy Sĩ (Schweizer Hitparade)      | 9               |
| Album Anh Quốc (OCC)                     | 5               |
| Hoa Kỳ Billboard 200                     | 3               |
| Album Hoa Kỳ Top Alternative (Billboard) | 1               |
| Album Hoa Kỳ Top Rock (Billboard)        | 1               |